# Lost in Kiev
Lost in Kiev est un groupe de post-rock français créé en 2007, originaire de Paris.
Leur premier album, Motions, est publié en format numérique le 27 août 2012, avant d'être édité quelques mois plus tard au format CD et vinyle. Album concept imaginé comme la bande originale d'un film, il permet au groupe de se faire connaître et se produit lors de différents concerts en France, notamment en première partie de Ef. Une première tournée européenne en compagnie de Zero Absolu mène le groupe en avril 2013 sur les scènes françaises, belges, allemandes et tchèques.
Nuit noire, le second album, paraît le 2 septembre 2016 sur le label Dunk!Records, après deux prestations lors du Dunk!Festival en Belgique en 2013 et 2014. Plus sombre que le précédent, cet album est celui de la maturité et de l'ouverture aux samples électroniques. Cet album permet au groupe d'entamer une nouvelle tournée passant par la Pologne, la Belgique, le Royaume-Uni, l'Allemagne et la Suisse.
En 2017, le groupe assure en compagnie de Wolve les 3 dates françaises de la tournée du groupe de black metal norvégien Enslaved, avant de participer pour la 3e fois au Dunk!Festival, partageant ainsi l'affiche avec God Is an Astronaut, Pg.Lost et And So I Watch You from Afar.
Leur 3e album, intitulé Persona, sort le 26 avril 2019. Lors de l'année 2022, le groupe part en tournée en première partie de Maserati en France, Belgique, Pays-Bas, République Tchèque, Allemagne et Royaume-Uni. Au retour, le batteur Yoann Vermeulen annonce son départ du groupe et présente son successeur, Jérémie Legrand.
Rupture, le 4e album, est annoncé pour le 21 octobre 2022.

## Membres

### Membres actuels
- Jérémie Legrand - batterie, samples (depuis 2022)
- Maxime Ingrand - guitare, synthétiseur
- Jean-Christophe Condette - basse, synthétiseur
- Dimitri Denat - guitare

### Anciens membres
- Yoann Vermeulen - batterie, samples (2007–2022)
- Philippe Khalilian - guitare
- Julien Chaplet - synthétiseur
- Christian Simon - basse
- Vincent Bedfert - guitare
- Fabrice Marquet - guitare

## Discographie

### Titres isolés et inédits
2017 : Mr. Robot (reprise du thème de la série Mr. Robot)

## Clips vidéo
- 2016 : Insomnia (tiré de l'album Nuit Noire)
- 2019 : Persona (tiré de l'album Persona)
- 2019 : Lifelooper® (tiré de l'album Persona)

Tous les clips ont été réalisés par Yoann Vermeulen, batteur du groupe jusqu'en 2022.